# Franciszek Fiedler

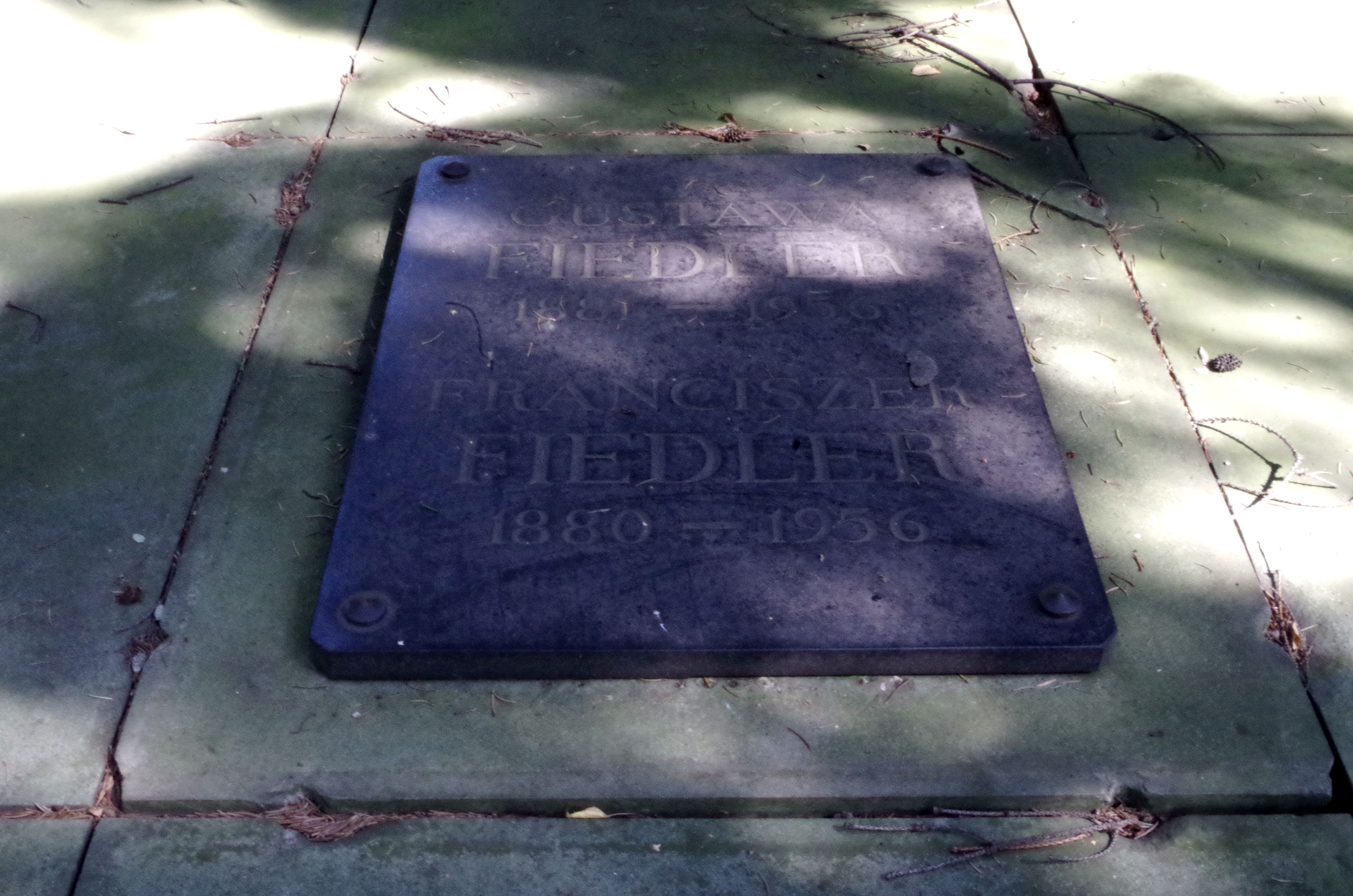
Grób Franciszka Fiedlera na Cmentarzu Wojskowym na Powązkach w Warszawie

Franciszek Fiedler, właśc. Efroim Truskier, pseud. Berent, Dżek, Leon Markiewicz, A. Szwarc, Keller, Winkler (ur. 12 września 1880 w Warszawie, zm. 27 listopada 1956 w Warszawie) – polski historyk ruchu robotniczego pochodzenia żydowskiego, profesor Uniwersytetu Warszawskiego, członek rzeczywisty PAN, poseł na Sejm PRL I kadencji, członek Komitetu Centralnego Komunistycznej Partii Polski, Polskiej Partii Robotniczej i Polskiej Zjednoczonej Partii Robotniczej, przewodniczący Komisji Biura Politycznego KC PZPR ds. Nauki, Budowniczy Polski Ludowej.

## Życiorys
Pochodził z bogatej żydowskiej rodziny mieszczańskiej, burżuazyjnej, był synem Beniamina Truskiera i Ewy Honigwil; w młodości przyjął nazwisko Fiedler. Ukończył gimnazjum J. Pankiewicza w Warszawie (1898); w 1900 podjął studia w dziedzinie historii na Uniwersytecie Fryderyka Wilhelma w Berlinie. Za działalność w polskich organizacjach narodowych i udział w demonstracji przeciwko wykładom jednego z profesorów, został usunięty z uczelni w 1901 i wydalony z Niemiec; w Warszawie aresztowany, został osadzony w X Pawilonie Cytadeli Warszawskiej. Ponownie studiował na Uniwersytecie Zuryskim w Zurychu w latach 1903–1905 i 1906–1909. W 1905 został członkiem Socjaldemokracji Królestwa Polskiego i Litwy; działał w Wydziale Zawodowym SDKPiL i w Komisji Socjaldemokratycznych Związków Zawodowych, brał udział w rewolucji 1905–1907. Współpracował z warszawskim pismem „Trybuna”, a także był współzałożycielem pisma „Młot”, lata 1911–1912 spędził w więzieniu. W 1912 wyjechał za granicę Imperium Rosyjskiego, po powrocie działał w Warszawie i w Petersburgu, był redaktorem „Naszej Trybuny” w Petersburgu. W 1915 przebywał przez pewien czas we Włoszech, gdzie leczył chorobę płuc. W SDKPiL zwolennik frakcji "rozłamowców" pozostających w opozycji do przywództwa partii na czele z Różą Luksemburg i opowiadających się za bliższą współpracą z bolszewikami. Od 1916 wchodził w skład Zarządu Głównego SDKPiL. Od 1917 był redaktorem centralnego organu prasowego SDKPiL, „Czerwonego Sztandaru”. W czasie I wojny światowej od kwietnia do listopada 1917 był więziony przez władze niemieckie w obozach w Lubaniu i w Havelbergu. Prowadził rozmowy nad zjednoczeniem SDKPiL oraz PPS-Lewicy (był m.in. członkiem komitetu składającego się z czołowych działaczy SDKPiL oraz PPS - Lewicy, który przed zjednoczeniem partii miał opracować program nowej partii.).
W odrodzonej Polsce działał w Komunistycznej Partii Robotniczej Polski (KPRP), wchodził w skład jej Komitetu Centralnego (1918–1924). Aresztowany w lutym 1920 był więziony kolejno w więzieniu na Mokotowie, w X Pawilonie, we Wronkach, obozie w Dąbiu i na Pawiaku. Po wyjściu z więzienia w 1921 opracowywał politykę rolną KPRP. „Tezy agrarne”, których był jednym z autorów, zostały przyjęte przez II Zjazd KPRP. W 1924 usunięto go z partii pod zarzutem działalności prawicowej. Wyjechał wówczas do Moskwy, dwa lata później do Gdańska; w kolejnych latach przebywał w Berlinie (1928–1933), Brukseli (1933), Paryżu (1933–1935). Od 1935 kierował działalnością wydawniczą Komunistycznej Partii Polski. W 1938 osiedlił się we Francji, mieszkał początkowo we Paryżu, następnie na południu kraju i od 1942 w Grenoble. Był jednym z organizatorów kół PPR we Francji, współpracował z antyniemieckim ruchem oporu, wcześniej pomagał uchodźcom z wojny domowej w Hiszpanii.
Powrócił do Polski w 1945; wykładał historię ruchu robotniczego w Centralnej Szkole Partyjnej w Warszawie (1945–1948), później na Uniwersytecie Warszawskim (w 1953 Rada Państwa nadała tytuł profesora zwyczajnego). Był redaktorem naczelnym „Trybuny Wolności” (1945–1947) i „Nowych Dróg” (1947–1952); w latach 50 XX w. uczestniczył w pracach nad Konstytucją PRL. W 1945 został członkiem Komitetu Centralnego PPR, w 1948 – PZPR. Od 1952 pełnił mandat posła na Sejm. Brał udział w organizacji Polskiej Akademii Nauk i Instytutu Historii PAN, w 1952 został członkiem rzeczywistym PAN oraz członkiem Prezydium PAN. Uniwersytet Warszawski nadał mu doktorat honorowy (1951). W listopadzie 1949 został członkiem Ogólnokrajowego Komitetu Obchodu 70-lecia urodzin Józefa Stalina.
Został pochowany z  honorami partyjnymi i wojskowymi 30 listopada 1956 w Alei Zasłużonych na cmentarzu Wojskowym na Powązkach (kwatera A27-tuje-6/7). W uroczystościach pogrzebowych uczestniczyli m.in. członkowie Biura Politycznego KC PZPR przewodniczący Rady Państwa Aleksander Zawadzki, premier Józef Cyrankiewicz, Stefan Jędrychowski i Roman Zambrowski, a także prezes Polskiej Akademii Nauk prof. Jan Dembowski.
Tablica pamiątkowa znajdująca się na jego grobie została uroczyście odsłonięta 27 listopada 1957.

## Odznaczenia
- Order Budowniczych Polski Ludowej (22 lipca 1949 jako jeden z pierwszych)[10][11].
- Krzyż Wielki Orderu Odrodzenia Polski (11 września 1950)[12].
- Order Sztandaru Pracy I klasy (dwukrotnie, po raz drugi w 1955)[13].
- Order Krzyża Grunwaldu III klasy (za udział w ruchu oporu we Francji).

## Wybrane publikacje
W pracy naukowej zajmował się dziejami ruchu robotniczego, historią gospodarczą średniowieczną i nowożytną, teorią myśli marksistowskiej oraz historią i teorią spółdzielczości. Ogłosił wiele prac historycznych, m.in.:
- Tło gospodarcze przewrotu majowego (1927)
- Luksemburgizm a kwestia chłopska (1932)
- W sprawie chłopskiej (1933)
- Historyczne znaczenie Konstytucji 3 Maja (1945)
- W 28 rocznicę Rewolucji Październikowej (1945)
- W sprawie granic wschodnich (1945)
- Reakcyjna koncepcja dwóch wrogów (1947, ze Stefanem Jędrychowskim)
- Sto lat „Manifestu Komunistycznego” (1948)
- Uwagi w sprawie powstania i rozwoju państwa demokracji ludowej (1950)